# Lelio Basso

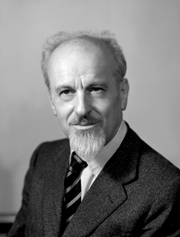
Lelio Basso

Lelio Basso (* 25. Dezember 1903 in Varazze; † 16. Dezember 1978 in Rom) war ein italienischer Jurist, Publizist und linkssozialistischer Politiker.
Basso war als Student an der Universität Pavia Mitglied der Sozialistischen Partei Italiens geworden und wurde während der Zeit des italienischen Faschismus zweimal inhaftiert. Zwischen den Internierungen war er bereits als Rechtsanwalt in Mailand tätig. 
Nach dem Zweiten Weltkrieg war Basso eine der wichtigsten Personen des linken Flügels der sozialistischen Partei, 1963 wurde er aus der Partei ausgeschlossen. Daraufhin beteiligte er sich maßgeblich an der Gründung der Partito Socialista Italiano di Unità Proletaria (PSIUP), die von 1964 bis 1972 existierte. 
Als Experte für internationales Recht wirkte Basso an Russell-Tribunalen mit.

## Schriften (Auswahl deutscher Übersetzungen)
- Zur Theorie des politischen Konflikts (Aus dem Italienischen übersetzt von Christel Schenker), Frankfurt am Main: Suhrkamp, 1969
- Rosa Luxemburgs Dialektik der Revolution (Aus dem Italienischen von Karin Monte), Frankfurt am Main: Europäische Verlagsanstalt, 1969
- Gesellschaftsformation und Staatsform (mit einem Nachwort von Oskar Negt), Frankfurt am Main: Suhrkamp, 1975, ISBN 3-518-00720-3.